# Eupithecia pseudoscriptoria
Eupithecia pseudoscriptoria là một loài bướm đêm trong họ Geometridae.